# Kabarett Mon Marthe
Das Kabarett Mon Marthe war eine Kleinkunstbühne in Hamburg-Eppendorf. Sie befand sich in der Tarpenbekstraße 65 an der Ecke zum Lokstedter Weg und bestand von 1974 bis 2001.
Das Haus selbst ist Baujahr 1902 und beherbergte immer eine Lokalität mit Saalbetrieb und Kegelbahn. Bis Anfang der 1970er noch Vereinshaus Nord, wurde der Laden dann nach Übernahme 1974 durch Marthe Friedrichs, die den stillgelegten Saal reaktivierte, als Musikkneipe Truck Stop wiedereröffnet. Fünf Jahre lang fanden dort alle Arten von Musikveranstaltungen statt. Während dieser Zeit traten außer Truck Stop viele andere Gruppen und Künstler unterschiedlicher Musikrichtungen hier auf, beispielsweise Hannes Wader, Franz Josef Degenhardt, Tony Sheridan und Torfrock.
Im Jahr 1984 wurde der Laden in Anlehnung an die Wiege des Kabaretts, dem Le Chat Noir am Montmartre in Kabarett Mon Marthe umbenannt und konzentrierte sich künftig auf Theateraufführungen. Auftritte hatten unter anderem Matthias Beltz, Martin Buchholz, Hanns-Dieter Hüsch, Lila Luder (Elisabeth Möller, Kabarettistin), Lutz von Rosenberg Lipinsky, Dietrich Kittner, Reiner Kröhnert, Lilo Wanders und Mario Barth.
Eigenverantwortliches Hausensemble wurde von 1988 bis 1994 das Duo Alma Hoppe, von denen  Jan-Peter Petersen vorher zeitweise als Bedienung hinter dem Tresen gestanden hatte. Das Duo machte 1994 ein eigenes, größeres Haus (Lustspielhaus) auf, und Marthe Friedrichs übernahm wieder selbst die Programmgestaltung. Kalla Wefel, Achim Amme, Barbara Kuster oder die Schwarze Grütze sowie Die Kneifzange und der Ostbahn-Kurti hatten dort Gastspiele.
Am 31. Dezember 2001 fand die letzte Aufführung statt.